# Sarandi (Rio Grande do Sul)
Sarandi is een gemeente in de Braziliaanse deelstaat Rio Grande do Sul. De gemeente telt 21.828 inwoners (schatting 2009).

## Aangrenzende gemeenten
De gemeente grenst aan Almirante Tamandaré do Sul, Barra Funda, Coqueiros do Sul, Novo Barreiro, Nova Boa Vista, Novo Xingu, Pontão, Ronda Alta, Rondinha en São José das Missões.